# Viscount Launceston
Viscount Launceston war ein erblicher britischer Adelstitel, der je einmal in der Peerage of Great Britain und der Peerage of the United Kingdom verliehen wurde.

## Verleihungen
Der Titel wurde erstmals am 26. Juli 1726 in der Peerage of Great Britain für den Friedrich Ludwig von Hannover, den Sohn und Erben des späteren Königs Georg II. geschaffen. Der Titel wurde ihm als nachgeordneter Titel zusammen mit den Titeln Duke of Edinburgh, Marquess of the Isle of Ely, Earl of Eltham und Baron Snowdon verliehen. Als sein Vater 1727 König wurde, erhielt er auch den Titel Prince of Wales. Sein Sohn George erbte seine Titel bei seinem Tod 1751. Als dieser 1760 als Georg III. König wurde, erloschen die Titel durch Verschmelzen mit der Krone.
In zweiter Verleihung wurde am 7. November 1917 der Titel Viscount Launceston, of Launceston in the County of Cornwall, in der Peerage of the United Kingdom für Sir Alexander Mountbatten neu geschaffen. Der Titel wurde ihm als nachgeordneter Titel zusammen mit den Titeln Marquess of Carisbrooke und Earl of Berkhamsted verliehen. Er war ein Cousin König Georgs V. und war am 14. Juli 1917 infolge der antideutschen Stimmung während des Ersten Weltkrieges dessen Aufforderung gefolgt, hatte auf alle seine deutschen Titel und Anreden als Hoheit und Prinz von Battenberg verzichtet und hatte seinen Familiennamen von Battenberg zu Mountbatten geändert. Da der Marquess keine männlichen Nachkommen hinterließ, erloschen die Titel bei seinem Tod am 23. Februar 1960.

## Liste der Viscounts Launceston

### Viscounts Launceston, erste Verleihung (1726)
- Frederick Louis, Prince of Wales, 1. Duke of Edinburgh, 1. Viscount Launceston (1707–1751)
- George, Prince of Wales, 2. Duke of Edinburgh, 1. Viscount Launceston (1738–1820) (Titel 1760 mit der Krone verschmolzen)

### Viscounts Launceston, zweite Verleihung (1917)
- Alexander Mountbatten, 1. Marquess of Carisbrooke, 1. Viscount Launceston (1886–1960)